# Fourques (Pyrénées-Orientales)
Fourques is een gemeente in het Franse departement Pyrénées-Orientales (regio Occitanie). De plaats maakt deel uit van het arrondissement Perpignan. Fourques telde op 1 januari 2022 1.333 inwoners.

## Geografie
De oppervlakte van Fourques bedroeg op 1 januari 2022 9,39 vierkante kilometer; de bevolkingsdichtheid was toen 142 inwoners per km².

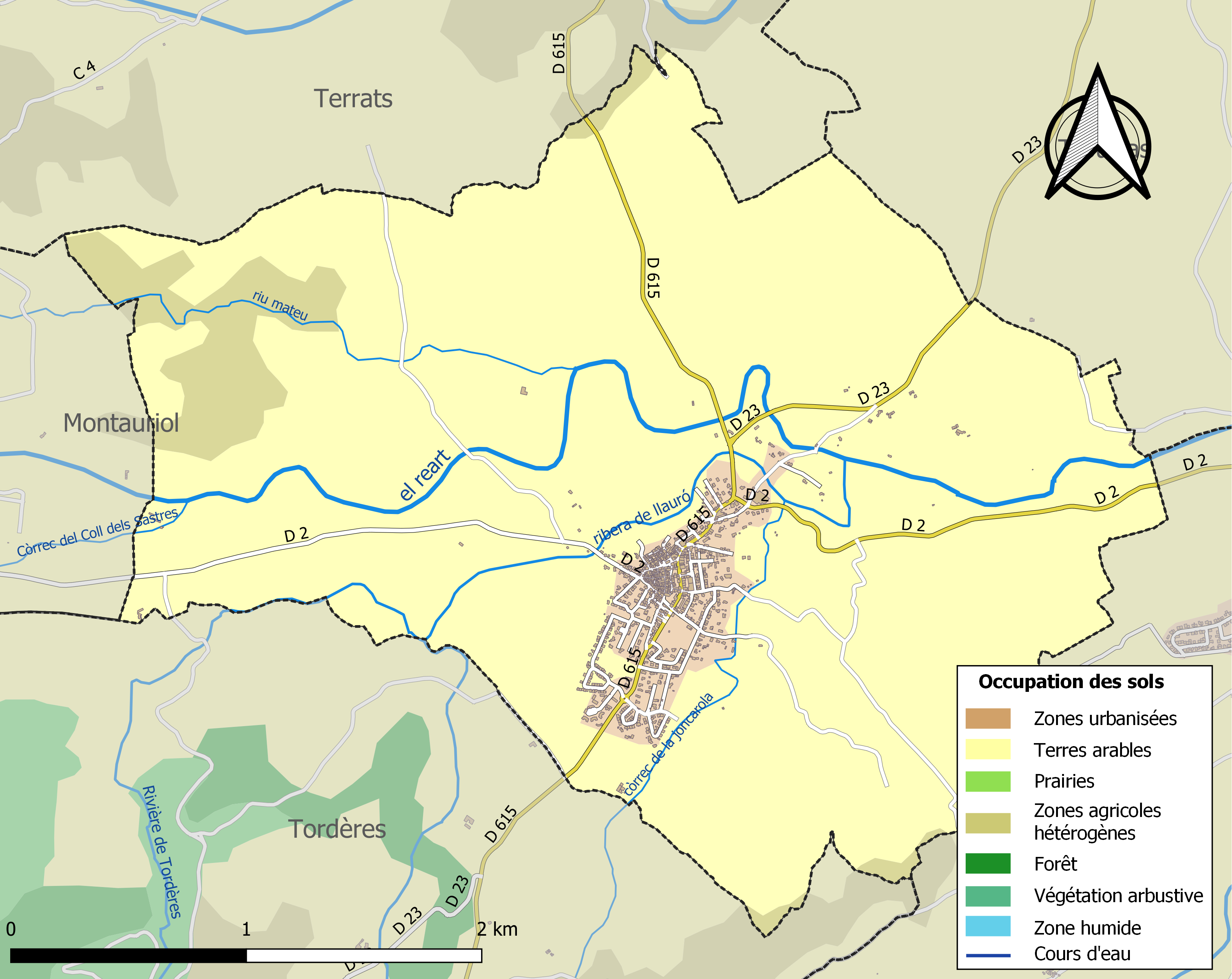
Kaart van de gemeente met de belangrijkste infrastructuur, bodemgebruik en omliggende gemeenten

## Demografie
Onderstaande figuur toont het verloop van het inwonertal (bron: INSEE-tellingen).